# Liste des évêques de Little Rock
Liste des évêques de Little Rock
Le diocèse de Little Rock (Dioecesis Petriculana), dans l'Arkansas, est créé le 28 novembre 1843, par détachement de celui de Saint-Louis.

## Sont évêques
- 28 novembre 1843-† 10 juin 1862 : Andrew Ier Byrne
- 10 juin 1862-24 avril 1866 : siège vacant
- 24 avril 1866-† 21 février 1907 : Edward Fitzgerald
- 21 février 1907-† 22 octobre 1946 : John Morris (John Baptist Morris)
- 7 décembre 1946-4 juillet 1972 : Albert Fletcher (Albert Lewis Fletcher)
- 4 juillet 1972-4 janvier 2000 : Andrew II McDonald (Andrew Joseph McDonald)
- 4 janvier 2000-16 mai 2006 : James Sartain (James Peter Sartain)
- 16 mai 2006-10 avril 2008 : siège vacant
- depuis le 10 avril 2008 : Anthony Taylor (Anthony Basil Taylor)

## Sources
- L'Annuaire Pontifical, sur le site http://www.catholic-hierarchy.org, à la page du diocèse de Little Rock